# دودج تشارجر إس آر تي
بدأت دودج تشارجر عام 1966 عندما اطلقت أول إصدار لها بمحاولة يائسة لتنافس الباركودا والفورد موستانغ وكانت تشارجر تستند في كل شبر منها على شقيقتها الدودج كورنت باستثناء استبدال السقف والمصابيح الامامية المخبأة وبعض التقاليم الفريدة من نوعها، وكان محركها ذو الثمانية اسطوانات بقوة 230 حصان سعة 5,2 ليتر هو محركها الافتراضي.

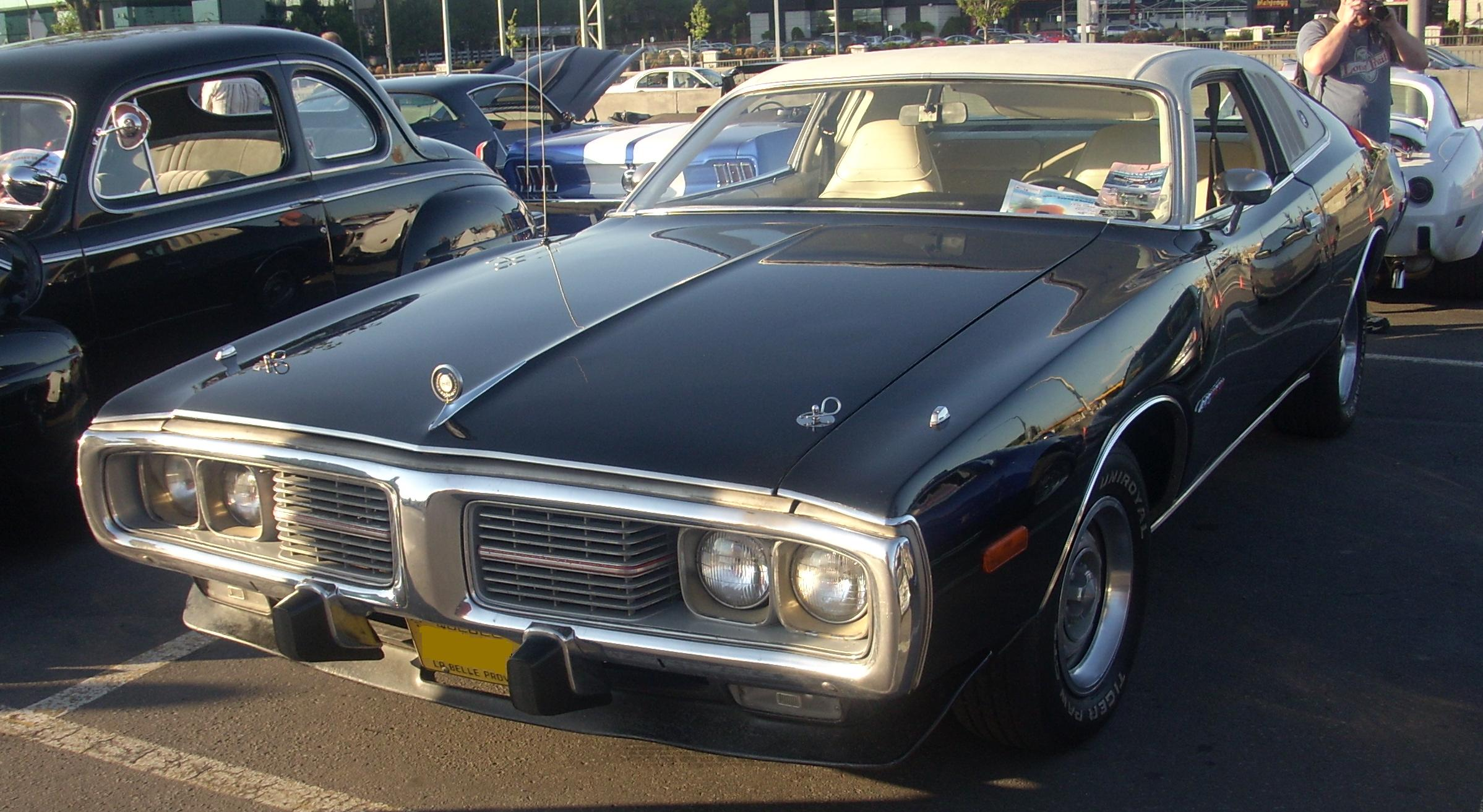
دودج تشارجر

في اصدارها الثاني اعتبر الكثير من عشاق هذه السيارة ان هذا الطراز هو ما جعل الدودج تشارجر دودج تشارجر، لكن وللاسف اثبت تصميمها فشله بسرعة، فقد كانت السيارة غير متماسكة على السرعات العالية وكانت تفتقر للتوازن فأثر ذلك تأثير سلبي على سباقات الناسكار والدايتونا، فاستجابت دودج وعادت ببعض التعديلات على طراز تشارجر 500 فكان تصميمها دايناميكيا ووحشيا مما جعلها تتنافس مع الفورد تورينو منافسة شرسة.
وفي اصداراتها اللاحقة كانت تصاميم دودج تشارجر مثيرة للاهتمام ومثيرة للجدل والنقاش فأخذت مبيعات الدودج تشارجر بالتراجع وفقد الكثير من عشاق السيارة الامل بعودة طراز تشارجر إلى سابق عهده الذي عرفوه.
بعد انقطاع طويل قررت دودج العودة في عام 2006 بطراز جديد يحمل معه البعض من الخطوط القديمة التي عرفت بها الطرازات الناجحة لدودج تشارجر ولكن بأربع ابواب فعلى الفور تلقت تشارجر مزيج من ردود الفعل فالبعض رحّب بالطراز الجديد بأمل جديد ولكن البعض الآخر لم يرحب بفكرة الاربع ابواب باعتقادهم انها يجب ان تكون كما يعرفونها بالسابق، كوبيه رياضية ومع ذلك ومع تقدم التكنولوجيا اثبت هذا الطراز انه من أفضل طرازات دودج تشارجر حتى الآن من حيث التوازن والاداء وراحة الركاب.
بمزيد من وسائل الراحة والامان والقوة والاداء استقبل عام 2012 الطراز الجديد لدودج تشارجر مع محرك هيمي سعة 6.4 ليتر وقوة 465 حصان وتسارع من 0 إلى 100 في 4.8 ثانية وهذا لا يعتبر سيئا لسيارة عائلية بأربع ابواب، وبناء على التكنولوجيا الجديدة تم تحسين نظام استهلاك الوقود في الطراز الجديد على نطاق اوسع مما جعل السيارة تعمل بثماني اسطوانات جميعها عند الحاجة اليها فقط، كما تلقى جهاز التعليق والفرامل وهيكل السيارة الكثير من الاهتمام أيضا مما مكنها من الوصول إلى سرعة 280 كم \ ساعة.

## دودج تشارجر اس ار تي 392
أصدرت دودج نسخة اس ار تي من سيارة دودج تشارجر بمواصفات أفضل من النسخ الأخرى، وأطلقت عليها اسم دودج تشارجر اس ار تي 392، حيث تُعد ثاني أقوى نسخة من مجموعة سيارات تشارجر 2015 بعد دودج تشارجر اس ار تي هيلكات.
زُوّدت السيارة بمحرك هيمي V8 سعة 6.4 لتر تلقائي التزود بالهواء – بدون تيربو - يولد قوة 485 حصان و 644 نيوتن.م من عزم الدوران، وهو ما يمثل زيادة بمقدار 15 حصان و7 نيوتن.م مقارنة بالطراز السابق.
وعمل فريق تصميم دودج SRT على تعديل تصميم الشكل الخارجي لسيارة دودج تشارج 2015 المميز من خلال إضاء لمحات شرسة على الواجهة الأمامية وغطاء المحرك والجناح الخلفي، فمن الأمام تتميز نسخ اس ار تي من دودج تشارجر 2015 بغطاء محرك ضخم مصنوع من الألومنيوم يحتوي على فتحة للتهوية، بالإضافة إلى شبك أمامي ضخم أسود اللون، وأضواء ضباب على فتحات التهوية الصغيرة على الجانبين، ومصابيح ال أي دي حديثة التصميم للأضواء الأمامية.
وتبرز من الجانب إطارات سوداء بسبعة أضلاع قياس 20 إنش مصنوعة من الألومنيوم خفيف الوزن تحيط بها عجلات عالية الجودة من نوع ((Pirell لتتحمل السرعات العالية التي تولدها دودج تشارجر اس ار تي 392، بالإضافة إلى طقم من المكابح القرصية الأمامية الضخمة والتي تُعد أكبر مكابح أمامية تنتجها مجموعة كرايسلر.
ومن الخلف تبرز فوهات العادم المستديرة قياس 4 إنش على جانبي مشتت الهواء الخلفي، بينما تم طلاء الجناح على حافة الصندوق الخلفي بنفس لون السيارة، كما تم نقل ضوء التوقف من الجناح إلى أعلى الزجاج الخلفي، بينما زُوّدت تشارجر بأضواء LED خلفية مستوحاة من سيارات السباق.
زُوّدت داخلية دودج تشارجر 2015 اس ار تي 392 بمجموعة من المميزات المتطورة ـ والتي تضم نظام ملاحة ثلاثي الأبعاد (يوكونيكت) وشاشات تعمل باللمس وشاشة عرض قياس 8.4 إنش، بالإضافة إلى نظام صوتي عالي الجودة، بينما تقدم دودج تشارجر مقاعد مريحة للركاب توفر لهم أقصى درجات الراحة.
وحصرياً في طرازات تشارجر SRT ، يتوفر للسائقين مجموعة من المعلومات الأدائية والتي تضم تسجيلات إحصائية لطريقة قيادة السيارة واستخدام المكابح والقدرة الحصانية للمحرك والتسارع وغيرها، بالإضافة إلى مقود SRT الرياضي ذي لثلاثة أضلاع مع قاعدة مسطحة.
كما تتوفر أربعة تصاميم مختلفة لداخلية دودج تشارجر 2015 في نسخ SRT؛ فرش جلدي من نوع (نابا) باللون الأسود أو اللون الأسود والأحمر مع لمسات تزيينية من جلد (ألكانتارا)، إلى جانب فرش من جلد (لاجونا) باللون الأسود أو اللون الأسود واللون البني الداكن المحمر.